# Революціонер (селище)
Революціоне́р (рос. Революционер) — селище у складі Грачовського району Оренбурзької області, Росія.

## Населення
Населення — 102 особи (2010; 180 у 2002).
Національний склад (станом на 2002 рік):
- росіяни — 67 %